# Ресточ
Ресточ (рум. Răstoci) — село у повіті Селаж в Румунії. Входить до складу комуни Ілянда.
Село розташоване на відстані 380 км на північний захід від Бухареста, 40 км на північний схід від Залеу, 64 км на північ від Клуж-Напоки.

## Населення
За даними перепису населення 2002 року у селі проживали 170 осіб, усі — румуни. Рідною мовою 169 осіб (99,4%) назвали румунську.